# セムシチョウジガイ
セムシチョウジガイ（傴僂丁字貝）、学名：Tomlinella insignis はクリムシチョウジガイ科 Zebinidaeもしくはホソスジチョウジガイ科に分類される巻貝の一種。インド太平洋の熱帯域の浅海に生息する。殻高10mm弱で上層部が細く下層部が太い特徴的な殻形をしている。
属名のTomlinella は英国の貝類学者J. R. le B. Tomlin（1864–1954）への献名、種小名 insignis はラテン語で「印が付けられた、目立つ、顕著な」などの意の形容詞で、本種が特徴的な殻形をもつことを指し、英語の原記載文においては「remarkable」と表現されている。和名は最終層の背面が膨らむチョウジガイ類 の意。別名：ホテイチョウジガイ。

## 分布
- インド太平洋
  - 太平洋: 日本（奄美大島）以南、西太平洋の亜熱帯－熱帯域[3]。
  - インド洋: 紅海[5]。

## 形態
大きさと形
成貝では上層部が欠損するのが普通で、その状態で殻高8mm、殻径5㎜前後。螺塔部はやや細い塔型なのに対し、下層部（特に次体層と体層）は急激に膨んで丸味を帯び、全体にアンバランスな殻型となる。ただし一般に成貝では螺塔の大半が欠落し、欠落部は内部からの滑層で塞がれる。
殻口は大きく、成貝では滑層を重ねてやや厚くなり、上端は縫合に向って弱い溝状を呈する。外唇は肥厚して弱く膨らみ、側面から見ると上部が後方に傾き、下半が多少前方に張り出す。外唇側の殻口内面には十数本の短い内肋が水平に並ぶ。内唇から軸唇にかけては平滑で、底唇まで単純に連続する。臍孔はない。
彫刻
幼層部は細高く、間隔が空いた強い縦肋と、縦肋間を走る細かい螺肋とをもつ。成貝では次体層と体層が膨らみ、縦肋は消失して螺肋のみになる。螺肋は細いが明瞭で、螺塔部に10本前後、体層に20本以上が数えられる。また上層部では螺管上部が角張って肩を作るため螺塔は階段状となり、肩のラインは縦肋に同調して波曲、もしくは鋸歯状を呈する。この縫合下の肩は個体によって極めて明瞭なキール状になものからやや不明瞭なものまで変異があるが、いずれの場合も成長にともなって弱まり、体層ではほとんど消失する。成貝の殻表は彫刻を含めて滑らかな感じがあり、光沢がある。
殻色
生殻は多少透明感のあるガラス様質で、多くの場合は全体に白色から乳白色。ときに全体に淡黄褐色や赤褐色を帯びたり、螺管中央部にこれらの色によるぼんやりした色帯が出ることもある。ただし明瞭な斑紋などはない。
蓋
薄いキチン質で茶褐色の楕円形、核（巻き始め）が下方に偏在する少旋型。内面は単純で突起などはない。
歯舌
他のリソツボ科の種と基本的に同じ特徴を示し、1個の中歯と1対の側歯、2対の縁歯からなる紐舌型である。中歯は1個の中央歯尖を挟んで両側にやや小さい歯尖が6個前後並び、内面両側に下歯尖を1対もち、基部中央は下方に弱く湾出する。側歯は中央歯尖と内側に8個前後、外側に6-7個の歯尖をもつ。縁歯は細長く先端のおよそ1/3が鉤状に曲がり、内縁歯の外側には細かい30個以上の歯尖がある。全ての歯尖はいずれも先端が鋭角に尖っている。

## 生態
潮下帯の死サンゴの隙間に生息し、打ち上げられた死殻が採取されることもある。

## 分類
原記載
- Rissoa insignis Adams, A. & Reeve, 1850 p.53, 第11図版, 第20図
- タイプ産地： China Sea
- タイプ標本： ホロタイプ　（ウェールズ国立博物館（英語版）所蔵。標本番号：NMW.1955.158.02094 ）

異名
- Dentrissoina thornleyana Laseron, 1956
- Rissoa insignis Adams & Reeve, 1850 （原記載時の学名）
- Rissoina turrita (Garrett, 1873)
- Rissoina (Dentirissoina) insignis Adams & Reeve: 黒田徳米 (1960)[7]: 10, pl.1, fig.7.
- Zebina (Tomlinella) insignis Adams & Reeve: Ponder (1985)[5]: 88, fig.59-A.

科
本種やその近縁のグループは伝統的にリソツボ科内の亜科クリムシチョウジガイ亜科 Zebininae Coan, 1964に分類されてきたが、この亜科は分子系統解析の結果からはリソツボ科から分けて独立のクリムシチョウジガイ科 Zebinidae とするのが妥当であるとの見解が2016年に示され、海産動物のデータベースのWoRMSもそれに準じている。その場合の科の学名 Zebinidae は、科のタイプ属である Zebina （クリムシチョウジガイ属）に、国際動物命名規約で科を表わす接尾辞「-idae」を付けたものである。しかし Zebinidae を独立の科とは認めずホソスジチョウジガイ科 Rissoinidae に含める考えもある。
属
殻表に多数の螺条を廻らすことから Tomlinella 属に分類される。リソツボ科のレビューを著したPonder（1985）は Tomlinella を Zebina 属の亜属とし、本種も Zebina (Tomlinella) insignis とした。海産動物のデータベース Worms では Tomlinella を独立の属として扱っており、本項はそれに従っている。
類似種
- Tomlinella miranda Viader, 1938

セムシチョウジガイが分類されている Tomlinella 属のタイプ種。インド洋に分布する。殻高6.5mm前後。初層部は細いが急速に螺管が膨大し、成貝では上層部が欠落して繭形もしくは長卵形となる。セムシチョウジガイとは、外唇内側に内肋がないこと、明瞭な肩がなく螺塔が階段状にならないこと、螺肋がより太く数が少ないことなどで区別される。
- セキトリチョウジガイ Rissoina percrassa G. & H. Nevill, 1874

別科のホソスジチョウジガイ科、もしくは別亜科のホソスジチョウジガイ亜科に分類される種。沖縄以南のインド太平洋の珊瑚礁に生息する。殻高9.5mm前後で白色。上層部に縦肋があり体層が特に膨れることなどでセムシチョウジガイにやや似るが、外唇内側に内肋がないこと、殻がより細高いこと、体層下部に角張りがあること、螺状彫刻がはるかに弱いこと、殻質がガラス様質ではないことなどで区別される。本種は Rissoina 属の Pachyrissoina 亜属に分類されることがあるが、Worms などではこの亜属を認めず Rissoina の異名としている。

## 人との関係
特に知られていない。